# Mangelia inusitata
Mangelia inusitata é uma espécie de gastrópode do gênero Mangelia, pertencente a família Mangeliidae.